# つくば市役所
つくば市役所（つくばしやくしょ）は、日本の地方公共団体である茨城県つくば市の執行機関としての事務を行う施設（役所）である。
現在の庁舎は、首都圏新都市鉄道つくばエクスプレス研究学園駅付近（つくば市研究学園一丁目）に位置し、2010年（平成22年）5月6日に開庁した。2010年（平成22年）4月30日までは、市内の7つの庁舎で業務を分担していた。これらは、つくば市に合併する前の旧町村の役場として使われていた施設をそのまま転用したものである（春日庁舎を除く）。

## 本庁舎
利用者の利便性向上、行政組織の一体化の為、つくば市苅間2530番地2（現：研究学園一丁目1番地1）に建設された。2010年（平成22年）5月6日に開庁。

### 沿革
- 2005年（平成17年）- 新庁舎の建設予定地を現在の位置に決定
- 2008年（平成20年）- 新庁舎建設工事が起工
- 2010年（平成22年）
  - 3月 - 新庁舎建設工事が竣工
  - 5月6日 - 新庁舎がつくば市役所として開庁
- 2019年（令和元年）5月7日 - コミュニティ棟の利用を開始

### 庁舎概要
| 階 | 概要 |
| -- | --- |
| 6F | 議場、傍聴ロビー、委員会室、議長室、正副議長室、会派室、議会事務局（議会総務課）、議会図書室 |
| 5F | 市長室、副市長室、理事室、庁議室、秘書課、広報広聴課、政策調整室、交通政策室、行政経営課、企画課、IT政策課、科学技術振興課、スマートシティ推進課、総務課、法務課、人事課、契約検査課、選挙管理委員会事務局、情報公開室、会議室501、相談室、応接室、待合室                                                               |
| 4F | 水道総務課、水道工務課、下水道管理課、下水道整備課、土地改良課、農業課、産業振興課、観光物産課、教育総務課、文化財室、学務課、教育指導課、教育施設課、健康教育課、教育委員会、教育委員会会議室、教育相談室、教育長室、会議室401、ミーティング室                                                                         |
| 3F | 建築指導課、開発指導室、都市計画課、都市施設課、営繕・住宅課、TX・まちづくり推進課、地籍調査課、道路課、環境政策課、環境保全課、廃棄物対策課、農業委員会事務局、会議室302、ミーティング室 |
| 2F | 納税課、特別収納対策課、市民税課、資産税課、財政課、管財課、スポーツ振興課、生涯学習課、国際・文化課、障害福祉課、社会福祉課、市民活動課（地域改善対策室・男女共同参画室）、地域消防課、危機管理課、会議室201 - 204、防災会議室（1） - （3）、職員研修室、相談室、国際化情報コーナー、ミーティングルーム、記者クラブ    |
| 1F | 会計課、こども課、医療年金課、住所異動窓口、証明受付・交付窓口、住基カード窓口、外国人登録窓口、パスポート窓口、健康増進課、高齢福祉課、地域包括支援センター、上下水道部業務課、水道お客様センター、休日対応窓口、すぐ対応室、相談室、警備員室、常陽銀行、ATMコーナー、総合案内所、レストラン・売店、情報・閲覧コーナー |

### コミュニティ棟

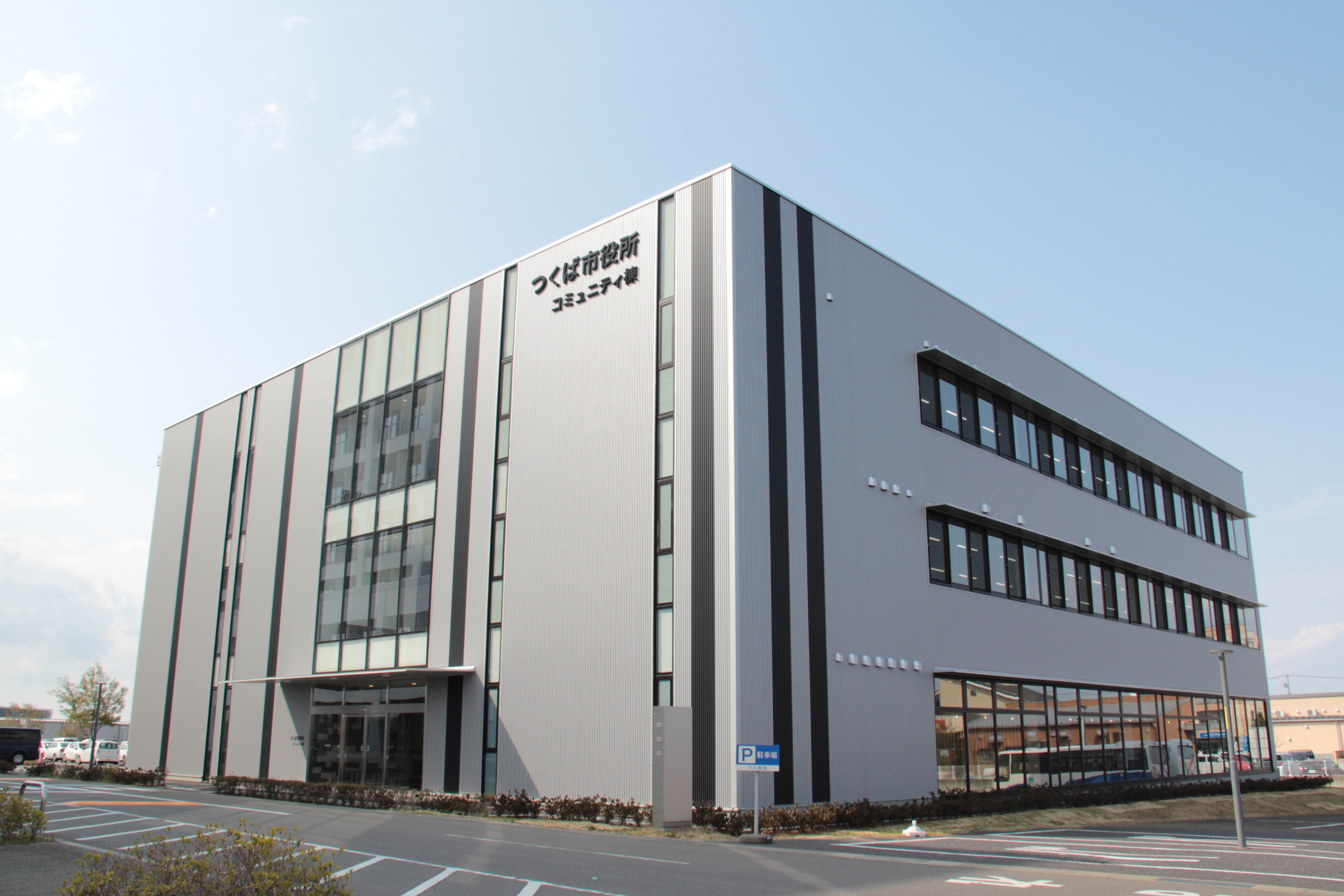
コミュニティ棟（つくば市提供画像、2019年3月）

2018年9月から市役所の敷地内、本庁舎の隣にコミュニティ棟が建設され、2019年5月7日に利用を開始した。重量鉄骨造りの3階建てで、1階は一般利用向けとなっており、オープンスペース、キッズスペース、会議室6部屋が設置されている。2階と3階は市職員の執務スペースになっている。

### 交通アクセス
- 首都圏新都市鉄道つくばエクスプレス研究学園駅下車徒歩約7分。
- コミュニティバス「つくバス」作岡シャトル・吉沼シャトル・上郷シャトル・谷田部シャトル「つくば市役所」下車。

駐車場
- 来庁者用駐車場（284台 有料）
- 障害者専用駐車場（14台 無料）
- パーク&ライド駐車場（358台 有料）

### 周辺
- 研究学園交番
- HOTEL BESTLAND
- iiasつくば
  - 筑波銀行つくば副都心支店
- とりせん研究学園店
- ケーズデンキつくば研究学園店
- トステムショールーム
- サイバーダイン株式会社
- 研究学園駅前公園

## 窓口センター
つくば市では2023年12月現在、窓口センターを7か所設置している。

### 谷田部窓口センター
- 住所：〒305-8555 つくば市谷田部4711番地（市民ホールやたべ1階）
- アクセス：コミュニティバス「つくバス」谷田部シャトル・自由ヶ丘シャトル「谷田部窓口センター」下車。

### 桜窓口センター

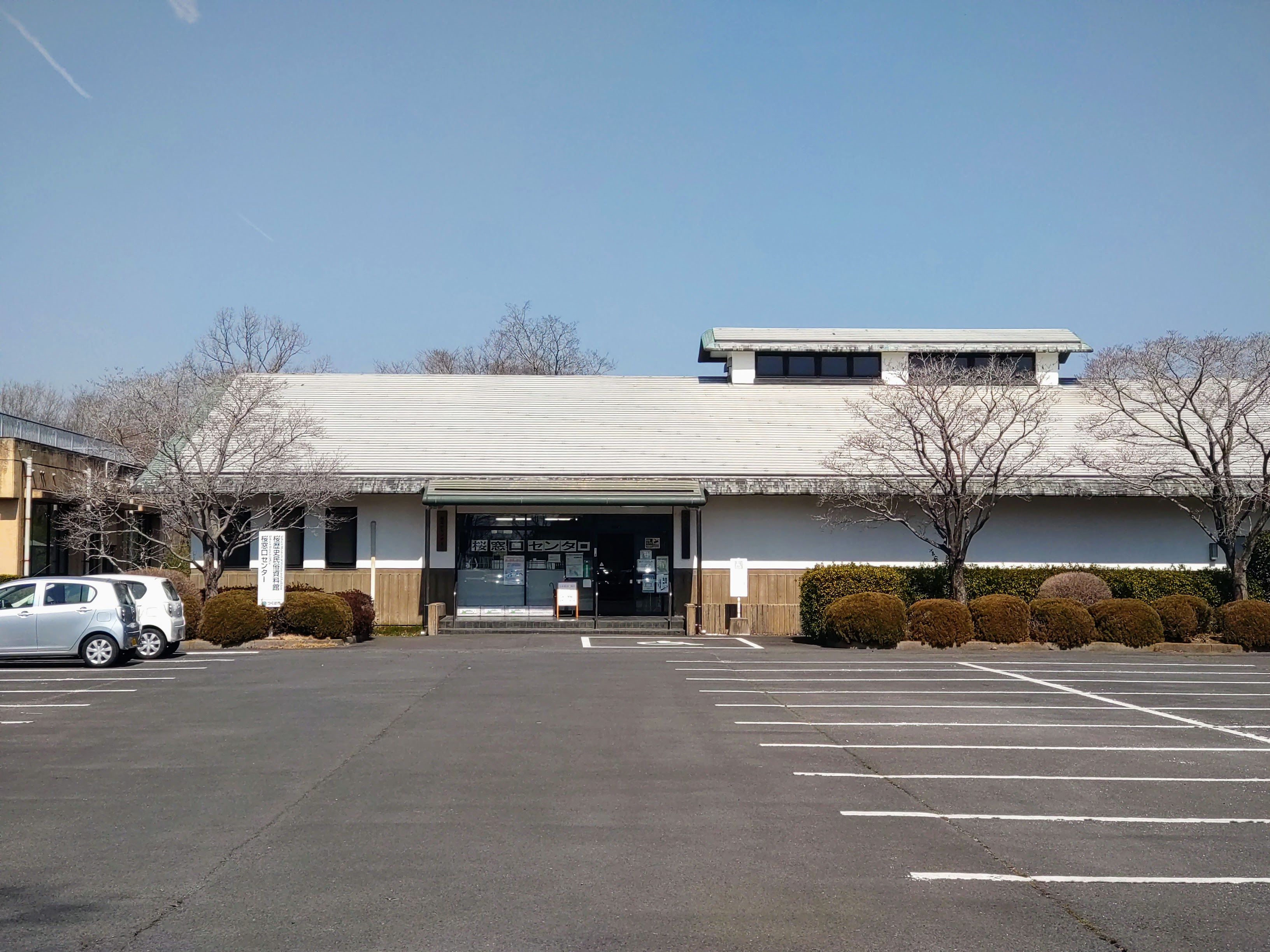
桜窓口センター（2022年3月）

- 住所：〒305-0008 茨城県つくば市流星台61番地1（桜歴史民俗資料館内）
- アクセス：コミュニティバス「つくバス」小田シャトル「桜窓口センター」下車。

### 大穂窓口センター
- 住所：〒300-3292 つくば市筑穂一丁目10番地4（大穂庁舎1階）
- アクセス：コミュニティバス「つくバス」北部シャトル・小田シャトル・吉沼シャトル「大穂窓口センター」下車。

### 豊里窓口センター
- 住所：〒300-2642 つくば市高野1197番地20（旧豊里保健センター内）
- アクセス：コミュニティバス「つくバス」作岡シャトル「豊里中学校」下車徒歩6分。

### 筑波窓口センター
- 住所：〒300-4231 つくば市北条5060番地（市民ホールつくばね1階）
- アクセス：コミュニティバス「つくバス」北部シャトル・小田シャトル「筑波交流センター」下車。

### 茎崎窓口センター
- 住所：〒300-1293 つくば市小茎320番地（茎崎保健センター内）
- アクセス：コミュニティバス「つくバス」南部シャトル・自由ヶ丘シャトル・茎崎シャトル「茎崎窓口センター」下車。

### つくば駅前市民窓口センター

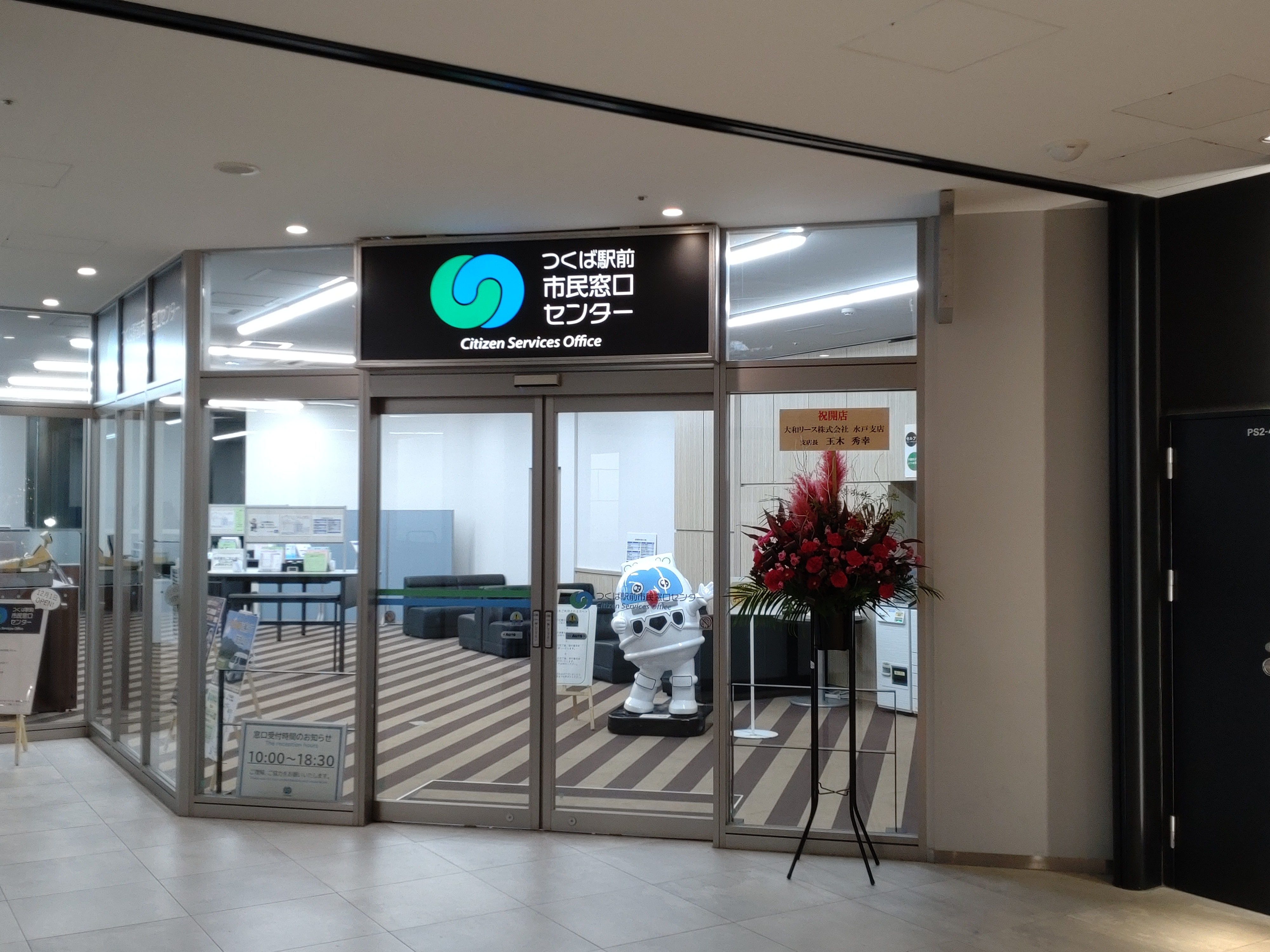
つくば駅前市民窓口センター（2023年12月）

BiViつくばの2階にある窓口センターで、2023年12月1日に開所した。
- 住所：〒300-0031 つくば市吾妻一丁目8番地10
- アクセス：バスターミナル「つくばセンター」下車。もしくはつくばエクスプレスつくば駅下車徒歩3分。

## 旧庁舎
2010年（平成22年）4月30日まで庁舎機能を有していた、つくば市の7つの庁舎について以下に記述する。

### 谷田部庁舎

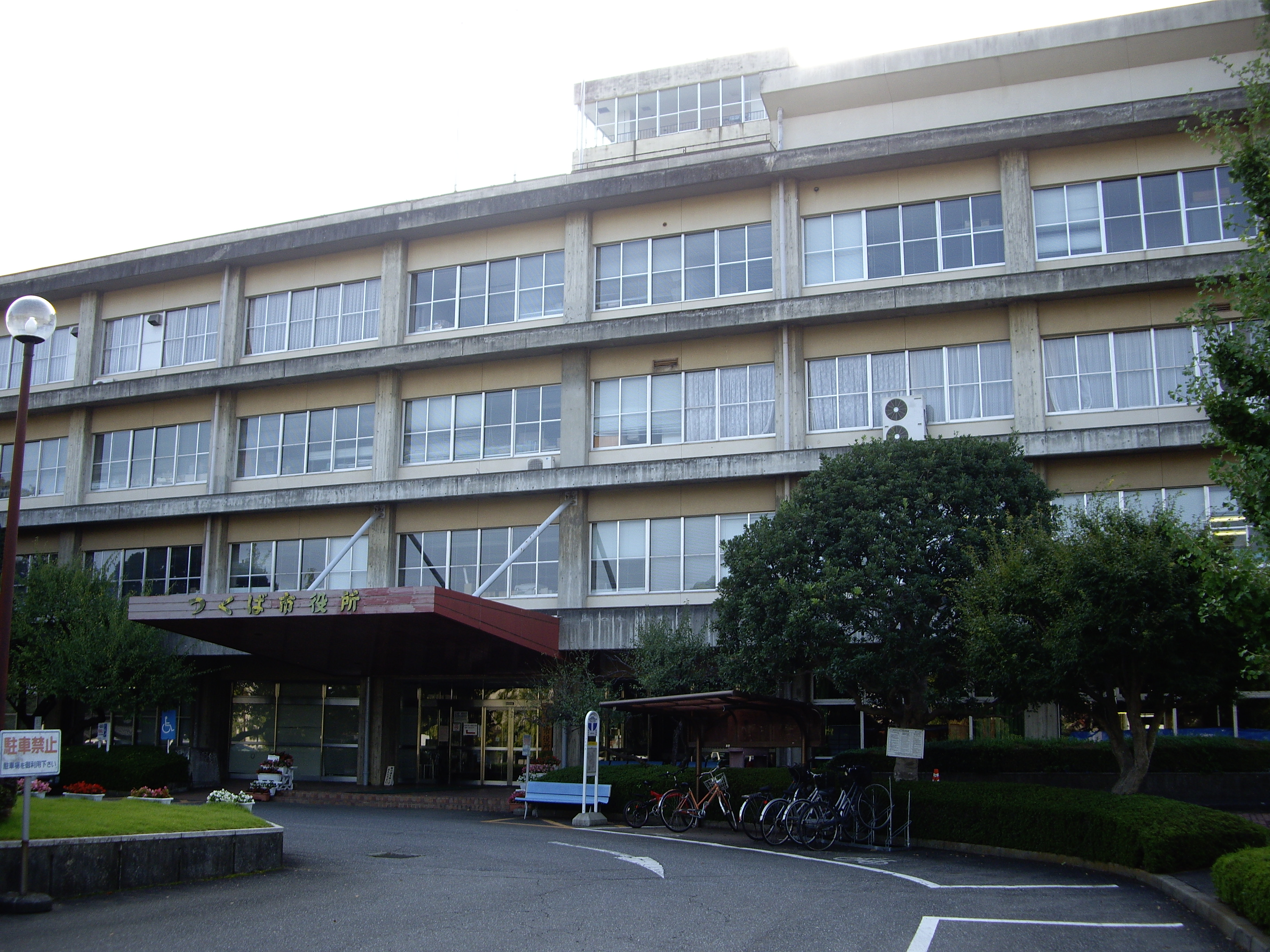
谷田部庁舎

- 住所：〒305-8555 つくば市谷田部4741番地
- 概要：谷田部窓口センター、会計課、財務部（納税課、特別収納対策課、財政課、管財課、市民税課、資産税課）、総務部（情報システム課、総務課、人事課、法務室、工事検査室）、市長公室（TXまちづくり推進課、研学地区整備推進課、環境都市推進室、すぐ対応室、行政経営課、政策審議室、広報広聴課、庁舎建設室）、農業委員会谷田部事務所、農業共済、選挙管理委員会事務局、議場、議会事務局（管理課、議事調査課）、市長室、助役室

### 桜庁舎

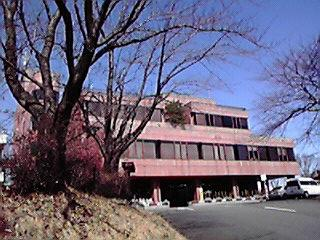
桜庁舎

- 住所：〒305-0018 つくば市金田1979番地
- 概要：市民生活部（市民活動課、市民窓口課、国際文化課、生涯学習課、男女共同参画室、生活安全課、地域改善対策室）、保健福祉部（社会福祉課、こども課、障害福祉課、健康増進課、国保年金課、高齢福祉課）、※シルバー人材センター、※子育て支援センター、※社会福祉協議会

※旧庁舎内

### 春日庁舎

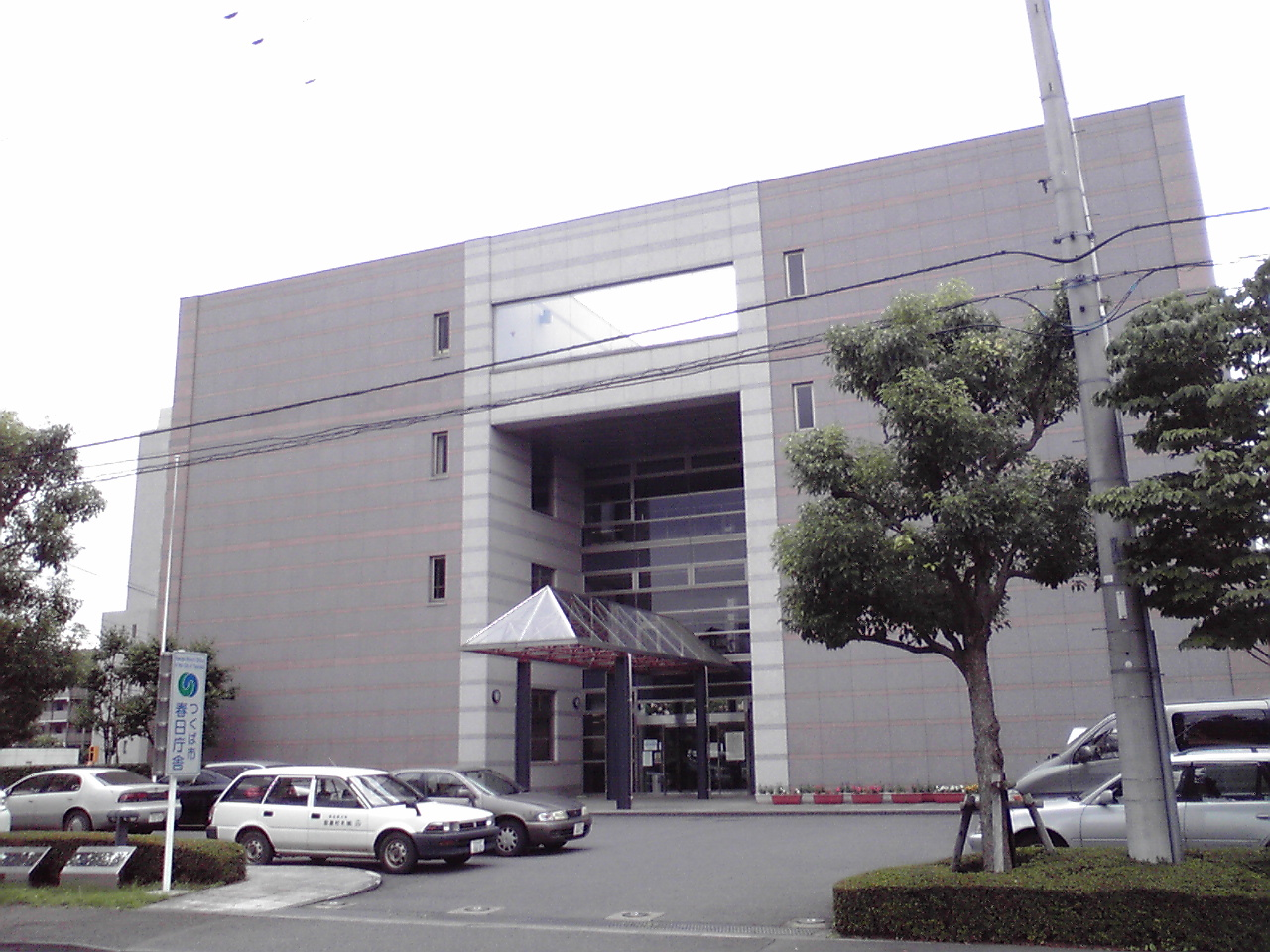
春日庁舎

かつては、現在のつくば市全域の水道事業を担っていた筑南水道企業団の庁舎であった。2002年、茎崎町が編入し同団が解散し、つくば市水道部に業務を移管したのにともない、庁舎も市役所の一部となった。
- 住所：〒305-8588 つくば市春日一丁目8番地3
- 概要：上下水道部（業務課、水道工務課、水道総務課、下水道管理課、下水道整備課）、消防本部（地域消防課）、市長公室（オンブズマン室）

### 大穂庁舎

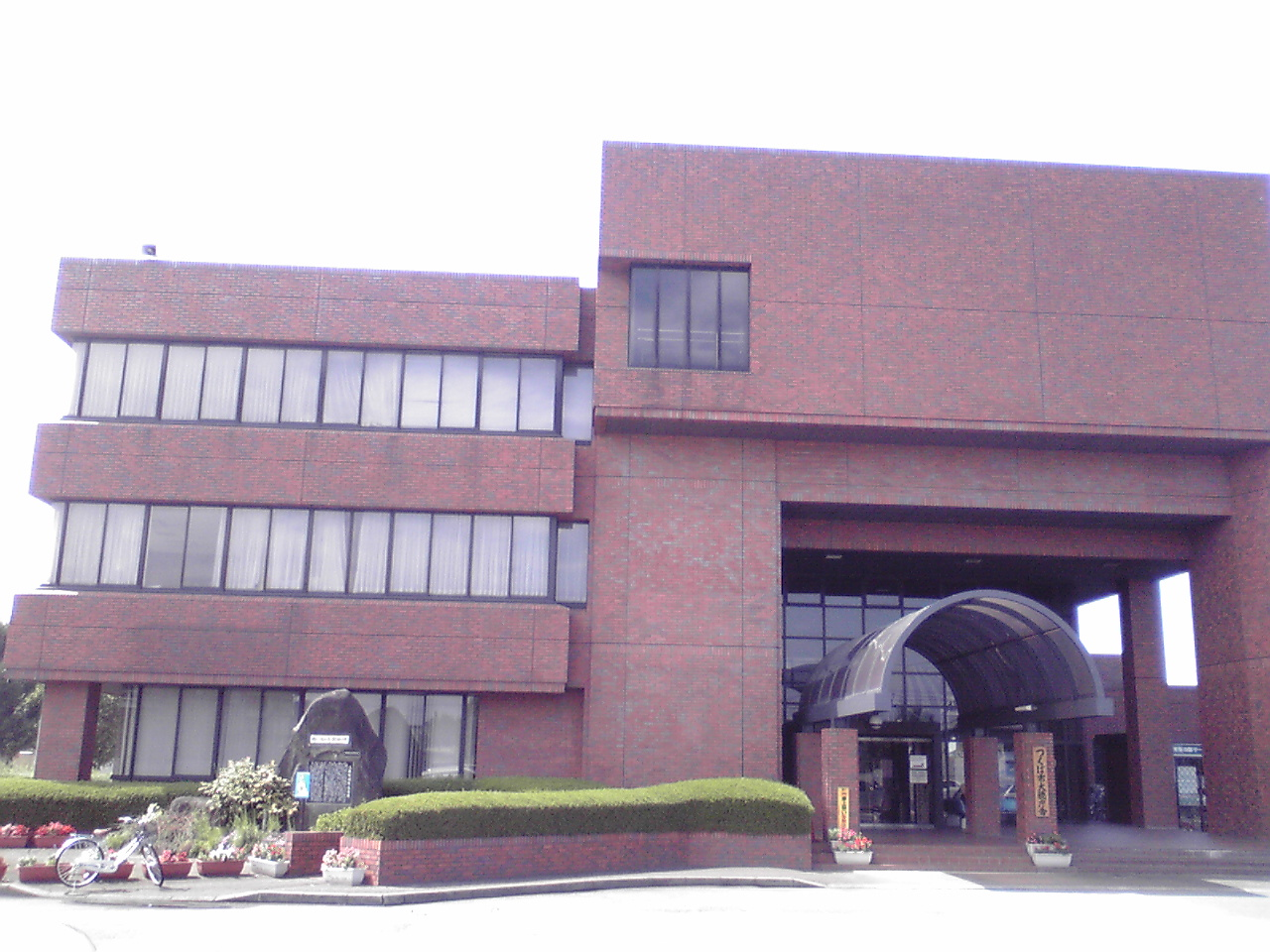
大穂庁舎

1982年（昭和57年）に竣工。庁舎は窓口センターとして引き続き利用され、さらに桜庁舎等に置かれていた外郭団体も集約した上で配置することとなった。
- 住所：〒300-3292 つくば市筑穂一丁目10番地4
- 概要：大穂窓口センター、農業委員会事務局（農地管理課、農業振興課）、経済部（農業課、観光物産課、フィルムコミッション室、土地改良課、産業振興課）

### 豊里庁舎

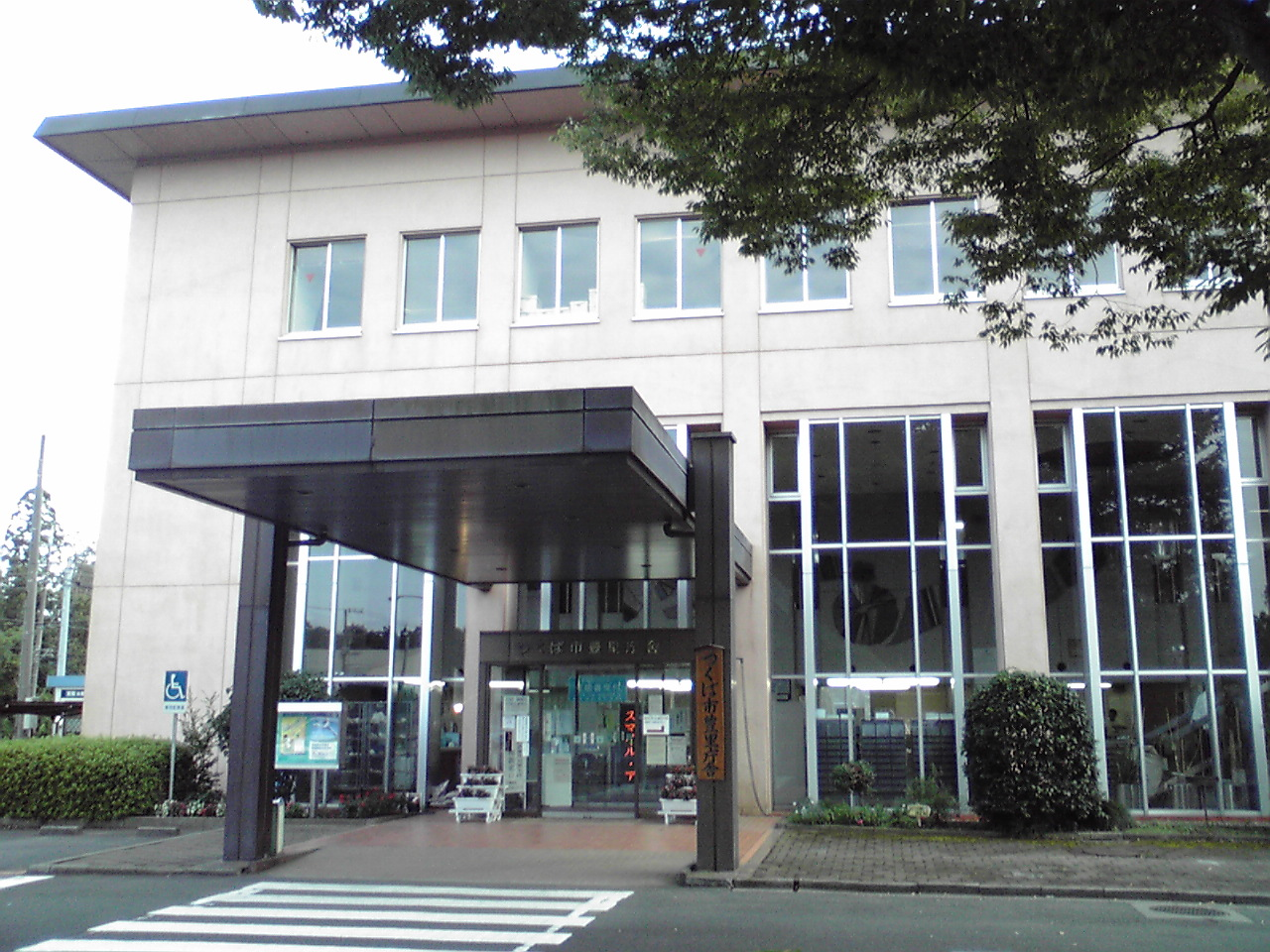
豊里庁舎

2009年時点で庁舎3階の旧議場部分を文書保管庫として使用していたが、庁舎機能廃止後は当面の間、建物全体を文書保管施設として使用することになった。
- 住所：〒300-2642 つくば市高野1197番地20
- 概要：豊里窓口センター、教育委員会事務局（学務課、施設管理課、スポーツ振興課、健康教育課、教育総務課、文化財室、指導課）、教育長室

### 筑波庁舎

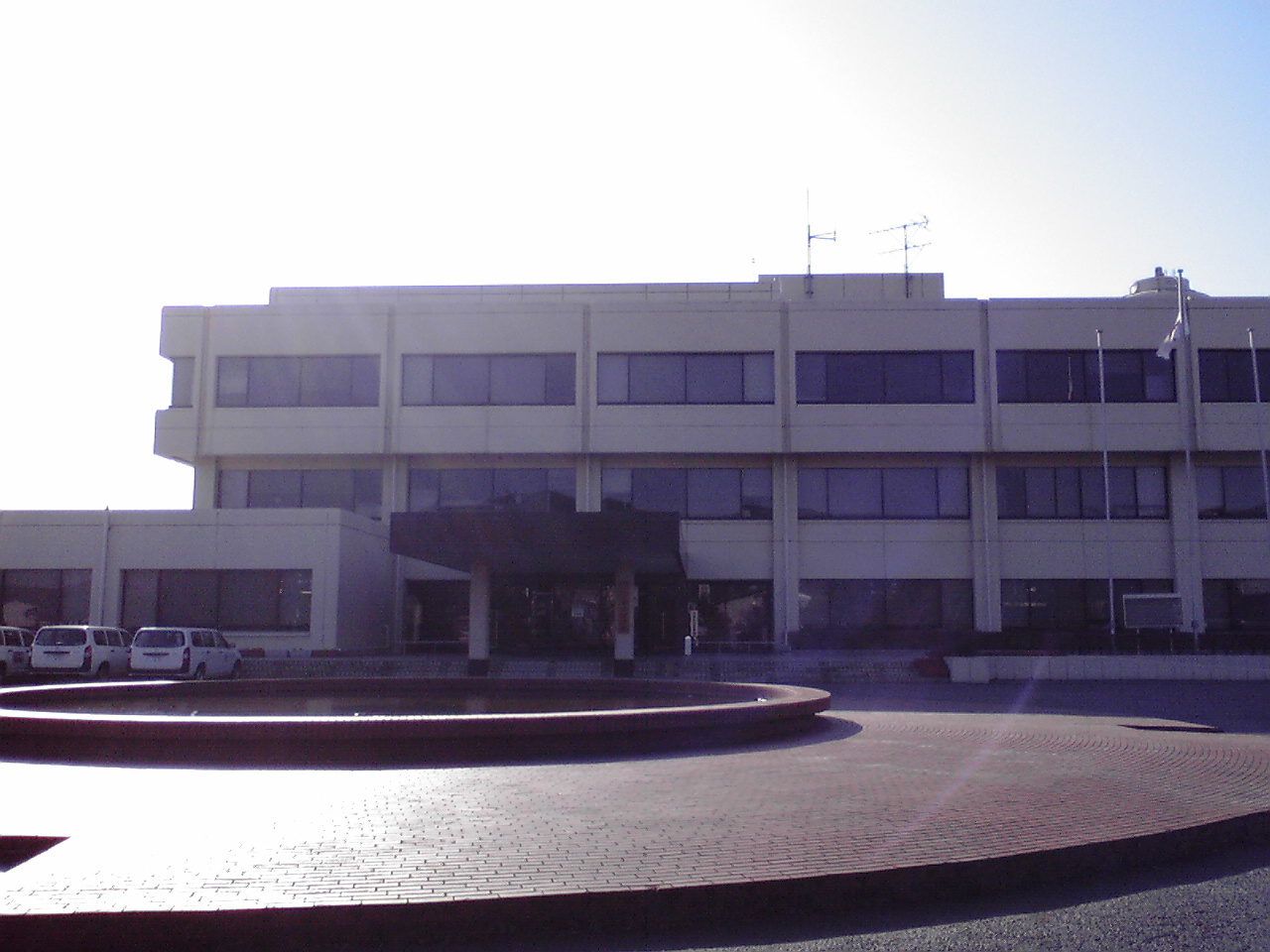
筑波庁舎

- 住所：〒300-4231 つくば市北条5060番地
- 概要：筑波窓口センター、都市建設部（建築指導課、開発指導室、都市整備課、公園緑地課、道路課、営繕・住宅課、地籍調査課）、会議室

### 茎崎庁舎

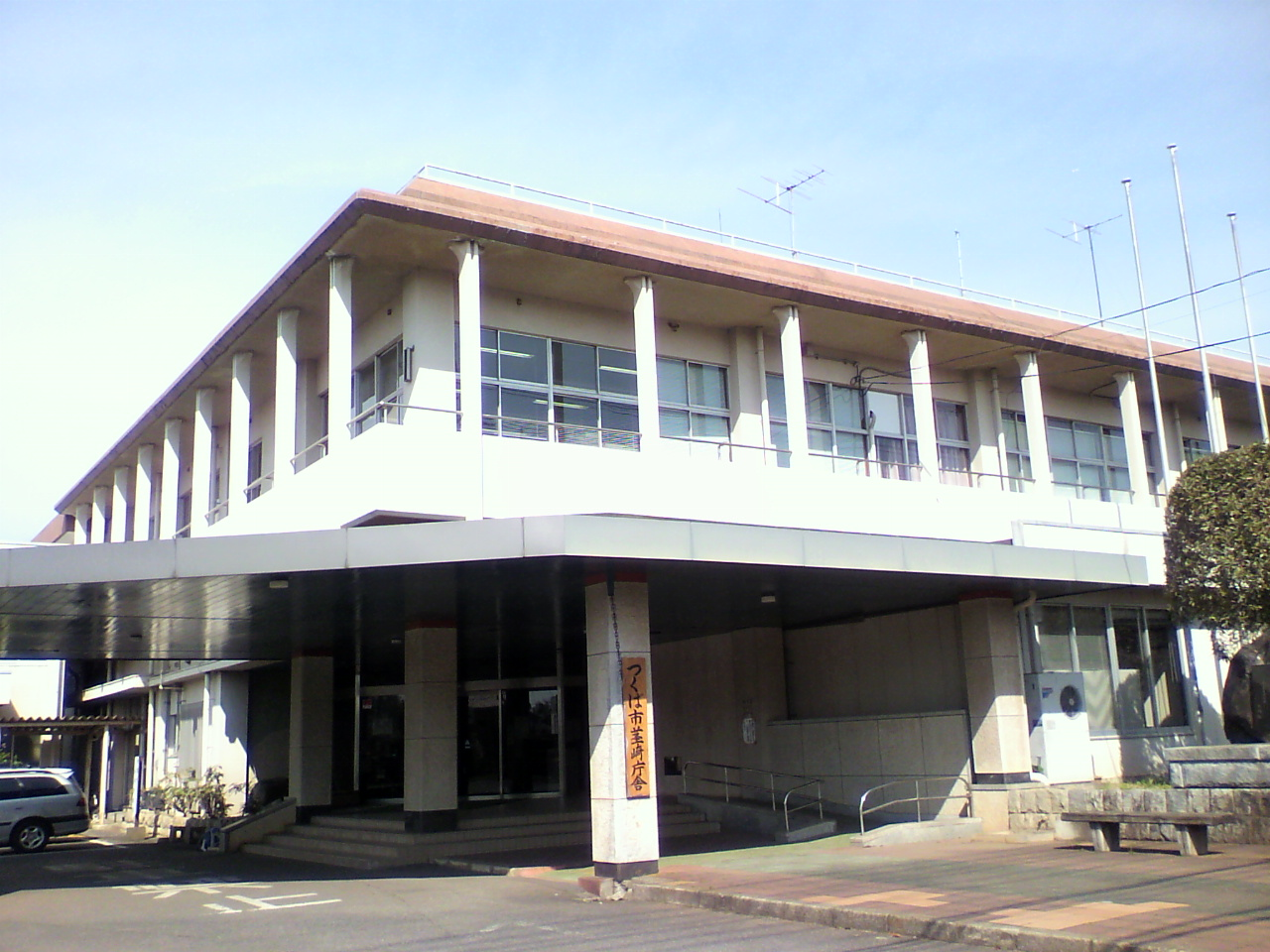
茎崎庁舎

- 住所：〒300-1293 つくば市小茎288番地
- 概要：茎崎窓口センター、総務部（職員研修所）、監査委員事務局、環境保全部（廃棄物対策課、リサイクル推進課、環境課）

### 新庁舎完成後の各庁舎の扱い
2010年（平成22年）5月6日の新庁舎移行に伴い、旧庁舎は以下のように利用されることになった。また、廃止される庁舎では、新たに窓口センターが設置されることになった。
| 庁舎   | 建物の存廃 | 庁舎（跡地）利用法                              | 窓口センター設置場所  |
| ------ | ---------- | ----------------------------------------------- | --------------------- |
| 谷田部 | 廃止       | つくば市立谷田部小学校グラウンド バスロータリー | 市民ホールやたべ1階   |
| 桜     | 廃止       | 駐車場                                          | 桜歴史民俗資料館      |
| 春日   | 存続       | 筑波大学春日プラザ                              | 設置せず              |
| 大穂   | 存続       | 大穂窓口センター 市外郭団体                     | 大穂庁舎1階           |
| 豊里   | 存続       | 市の文書保管施設                                | 豊里保健センター1階   |
| 筑波   | 廃止       | バスロータリー つくば市立秀峰筑波義務教育学校   | 市民ホールつくばね1階 |
| 茎崎   | 廃止       | バスロータリー ドラッグストア                   | 茎崎保健センター1階   |

## 庁舎制導入の経緯
2010年（平成22年）4月30日まで行われていた庁舎制は、つくば市役所の大きな特徴であるが、この庁舎制の採用はつくば市誕生の経緯と密接に関係している。
つくば市は筑波郡谷田部町・大穂町・豊里町・新治郡桜村が新設合併（対等合併）して1987年（昭和62年）11月30日に誕生した市である（筑波町と茎崎町は後に編入）。この合併は地域住民の望んだものというよりは、国や茨城県の要請によるところが大きい。筑波研究学園都市の建設自体が始めから一体的な都市の運営を前提としており、茨城県も国際科学技術博覧会（つくば科学万博）開幕を控えた1980年（昭和55年）以降、当時の竹内藤男茨城県知事が合併を促す発言を茨城県議会にて行っている。これに対して1981年（昭和56年）に筑波大学が行った住民意識調査では65.7パーセントが合併に賛成とする結果が出たが、時の谷田部町長は「避けて通れないが、今はその時期ではない」として合併に反対する姿勢を表明した。これにより、つくば市の誕生は万博の開幕には間に合わず、知事は1987年（昭和62年）6月21日に周辺町村長を集めて再度合併を要請した。この要請は同年11月20日までの合併を迫るもので、知事が示したスケジュールは4か月で合併協議から自治省（当時）による告示まで持ち込む、という慌ただしいものであった。この慌ただしさは多数の混乱を招き、谷田部町と大穂町の2町による先行合併が取り沙汰されると、大穂町議会に反対派住民が乱入して筑波警察署から警察官が駆け付けるという騒動が発生した。更に筑波町でも反対派住民が議会に乱入、筑波町長が辞意を表明するに至った。
以上を踏まえ、法定の「筑波研究学園都市関係町村合併協議会」は1987年（昭和62年）10月26日に谷田部町・大穂町・豊里町・桜村の3町1村で設立され、10月31日には合併協定書の調印が土浦市で行われた。短期の議論の中で協議会はつくば市役所について次のように決定した。
こうしてつくば市は1987年（昭和62年）11月30日に誕生し、各町村役場はほぼそのままの機能を維持して新市の支所となった。また、各支所には副市長が置かれ、旧町村単位で予算も付けられた。翌年1月31日には筑波町を編入、筑波町役場は、そのまま筑波支所となった。
しかし、これでは合併のメリットである「行政の効率化」は図れないとして、早くも1988年（昭和63年）12月には機構が見直され、統合庁舎設置を目指した「庁舎建設準備室」が設置されたほか、一部の組織の本庁への統合が実施された。1990年（平成2年）6月には竹園地区を新庁舎建設候補地として公表した。そして、1991年（平成3年）4月1日、大規模な機構改革が実施され、各支所は「庁舎」に改称、各庁舎に市役所の機能を割り振る分庁方式が導入され、窓口サービスを扱う「支所」が併設された。導入理由として市は「現在の本庁舎では、全部の組織を吸収できないため、平成六年度予定の新庁舎完成までは、旧支所に振り分けて対応します」として、暫定的な措置である旨を表明した。これは各町村ごとの予算枠廃止に伴うものである。当時の各庁舎への部局の割り当ては以下の通り。なお、この時見送られた「農業委員会」の一本化は、同年5月8日に実施され、大穂庁舎に事務局が置かれた。
| 庁舎   | 設置機構                                                                     |
| ------ | ---------------------------------------------------------------------------- |
| 本庁舎 | 市長公室、企画部、都市開発部、常磐新線建設推進室、庁舎建設準備室             |
| 谷田部 | 総務部、財務部、出納室、市議会事務局、選挙管理委員会事務局、公平委員会事務局 |
| 桜     | 市民部、福祉部、水道課、教育委員会                                           |
| 豊里   | 保健衛生部                                                                   |
| 大穂   | 経済部                                                                       |
| 筑波   | 建設部、下水道部、監査委員事務局                                             |

その後、1994年（平成6年）に予定されていた新庁舎の竹園地区への設置計画は頓挫し、暫定措置である分庁方式は維持されることとなった。2002年（平成14年）11月1日には茎崎町を編入したことに伴い、茎崎庁舎にも市役所の一部機能が割り振られた。旧筑南水道企業団の庁舎も市有となり、春日庁舎として水道部がおかれた。